# Kabinett Špiljak
Das Kabinett Špiljak wurde am 18. Mai 1967 in der Sozialistische Föderative Republik Jugoslawien (SFRJ) von Mika Špiljak gebildet. Das Kabinett Špiljak löste das Kabinett Stambolić ab und blieb bis zum 18. Mai 1969 im Amt, woraufhin es vom Kabinett Ribičič abgelöst wurde. Die Minister waren Mitglieder des Bundes der Kommunisten Jugoslawiens (BdKJ).
Dem Kabinett gehörten folgende Minister (Bundessekretäre) an:
| Ministeramt                           | Amtsinhaber                                | Beginn der Amtszeit                           | Ende der Amtszeit                             |
| ------------------------------------- | ------------------------------------------ | --------------------------------------------- | --------------------------------------------- |
| Präsident des Bundesexekutivrates     | Mika Špiljak                               | 18. Mai 1967                                  | 18. Mai 1969                                  |
| Vizepräsident des Bundesexekutivrates | Kiro Gligorov                              | 18. Mai 1967                                  | 18. Mai 1969                                  |
| Vizepräsident des Bundesexekutivrates | Rudi Kolak                                 | 18. Mai 1967                                  | 18. Mai 1969                                  |
| Auswärtige Angelegenheiten            | Marko Nikezić Mišo Pavićević Mirko Tepavac | 18. Mai 1967 25. Dezember 1968 28. April 1969 | 25. Dezember 1968 28. April 1969 18. Mai 1969 |
| Nationale Verteidigung                | Nikola Ljubičić                            | 18. Mai 1967                                  | 18. Mai 1969                                  |
| Außenhandel                           | Vasil Grivcev                              | 18. Mai 1967                                  | 18. Mai 1969                                  |
| Finanzen                              | Janko Smole                                | 18. Mai 1967                                  | 18. Mai 1969                                  |
| Innere Angelegenheiten                | Radovan Stijačić                           | 18. Mai 1967                                  | 18. Mai 1969                                  |
| Wirtschaft                            | Borivoje Jelic                             | 18. Mai 1967                                  | 18. Mai 1969                                  |